# مرد انگلیسی که از یک تپه بالا رفت اما از کوه پایین آمد
مرد انگلیسی که از یک تپه بالا رفت اما از کوه پایین آمد (به انگلیسی: The Englishman who Went up a Hill but Came down a Mountain) فیلمی است محصول سال ۱۹۹۵ و به کارگردانی شان کارتر است. در این فیلم بازیگرانی همچون هیو گرانت، تارا فیتزجرالد، کالم مینی، ایان مک‌نیس، ایان هارت، کنت گریفیت و رابرت پیو ایفای نقش کرده‌اند.